# Ruhrschleuse Raffelberg
Die Ruhrschleuse Raffelberg ist eine Schleuse am Ruhrschifffahrtskanal in Mülheim an der Ruhr im Stadtteil Speldorf. In direkter Nachbarschaft zum Wasserkraftwerk Raffelberg und gut 600 Meter vor dem Rhein-Ruhr-Hafen gelegen, ist sie die vorletzte Schleuse der Ruhr. Das Wasser der Ruhr wird am Wehr Raffelberg aufgestaut.

## Die Schleuse
Die Schleuse hat eine Nutzlänge von 139,00 Metern und eine Nutzbreite von 12,80 Metern. Sie ist konzipiert für die Binnenwasserstraße der Klasse Va und somit für das Große Rheinschiff befahrbar. Das Abstiegsbauwerk ermöglicht die Zufahrt vom Rhein, den Duisburg-Ruhrorter Häfen oder dem Rhein-Herne-Kanal zum Rhein-Ruhr-Hafen und der Friedrich Wilhelms-Hütte. Die Anlage wird, wie auch die Ruhrschleuse Duisburg, von der Schleuse Meiderich fernbedient. Mit Wehr und Wasserkraftwerk ist es die zweitunterste Staustufe der Ruhr und bei sehr großen Wassermengen kann der Rhein über die erste Staustufe in Duisburg bis nach Raffelberg steigen.

## Geschichte
Die geschichtliche Ruhrschifffahrt beginnt schon sehr früh, dokumentiert bis ins Jahr 898. Ende des 18. Jahrhunderts wird die Ruhr dann bis Fröndenberg-Langschede durch Schleusen durchgängig schiffbar gemacht und ist zeitweise die meist befahrene Wasserstraße Europas. Die kommerzielle Ruhrschifffahrt verliert aber mit dem Aufkommen der Eisenbahn Mitte des 19. Jahrhunderts zusehends an Bedeutung und durch ein starkes Hochwasser im Jahr 1890, das den Fluss versanden lässt, wird die Schifffahrt eingestellt.
Am 17. Oktober 1910 beschließt nun die Stadt Mülheim zur Steigerung der Wirtschaft einen neuen Hafen anzulegen und eine direkte Verbindung zum Duisburger Hafen und zum Rhein zu schaffen. Dazu erhält die Ruhr zwischen den beiden Häfen ein neues Bett, da die ursprüngliche Ruhrführung für große Rheinschiffe ungeeignet ist. Das Gefälle von rund zehn Metern zwischen Mülheim und dem Rhein wird durch zwei neue Schleusen ausgeglichen: Die Ruhrschleusen Duisburg und Raffelberg.
Da der Bauplatz im Grubenfeld der Zeche Alstaden liegt rechnet man mit späteren Bergsenkungen. Daher plant man die Schleuse zwei Meter höher zu bauen, um diese vorsorglich auszugleichen. Bedingt durch den Ersten Weltkrieg und der Materialknappheit kommt es zu Planungs- und Bauverzögerungen. Schließlich nach 14-jähriger Bauzeit wird die Ruhrschleuse Raffelberg im März 1928 eröffnet.
In den 1990er Jahren stellt man erhebliche Mängel an den technischen Geräten und der Bausubstanz der Schleuse fest und beschließt eine Sanierung des Bauwerks. In den Jahren 1998 und 1999 werden zahlreiche Baumaßnahmen durchgeführt. Die Schleuse wird um acht Meter auf 135 Meter verlängert und bekommt ein neues Oberhaupt mit Drehsegmenttor. Da die Schleuse unter Denkmalschutz steht wird das neue Schiebetor im Unterhaupt dem alten äußerlich angepasst.